# Shuki Levy
Shuki Levy (Hebreeuws: שוקי לוי; Ramat Gan (Israël), 3 juni 1947) is een Israëlische filmproducent, componist en zanger. Daarnaast is hij, samen met zijn voormalig manager Haim Saban, de oprichter van Saban Entertainment.
Al op jonge leeftijd leerde hij zichzelf muziek maken en richtte een van de eerste Israëlische rockbands op. Zijn werk is te horen in meer dan 130 televisieseries. Het betreft voornamelijk kinderprogramma's uit de jaren 80 zoals Inspector Gadget, He-Man, Jayce and the Wheeled Warriors, M.A.S.K. en Dragon Ball Z.
Levy heeft in totaal vijftien maal goud en platina verdiend dankzij de wereldwijde verkoop van meer dan veertien miljoen platen.